# Sismo de Varto de 1966
O sismo de Varto de 1966 ocorreu em 19 de agosto com uma magnitude de momento de 6,8 e uma intensidade máxima de Mercalli de IX (desastroso). Pelo menos 2 394 pessoas foram mortas e até 1 500 ficaram feridas em Varto e Quenes, na província de Muxe, no leste da Turquia. O sismo devastou todas as estruturas em Varto.